# رؤوف خليف
رؤوف بن خميس بن خليف (مواليد 10 مارس 1962) هو معلق رياضي تونسي في قنوات  إس إس سي

## حياته ونشأته
ولد في يوم 10 مارس 1962م، وهو متزوج وله ثلاثة أولاد درس في كلية الحقوق بجامعة مونبلييه بفرنسا.

## مسيرته
بدأ مشوار رؤوف خليف كمراسل لبعض الصحف الفرنسية لنقل أخبار الرياضة العربية بشكل عام والتونسية بشكل خاص، خاصة لوجود أعداد كبيرة من العرب في فرنسا، وبدأ بالتعليق من خلال القناة التونسية الأرضية ومن بعدها نقل إلى قناة تونس 7 الفضائية. بعد ذلك انضم الىشبكة راديو وتلفزيون العرب ا قبل أن ينضم إلى بي إن سبورت التي غادرها في يونيو 2023.
كما يعمل الان معلقاً في قنوات الرابعة الرياضية.

### البطولات التي علق عليها
- الدوري السعودي.
- الدوري القطري.
- خليجي 22
- كأس العالم.
- كأس القارات.
- كأس أمم آسيا.
- كأس أمم أفريقيا.
- كأس أمم أوروبا.
- كأس كوبا أمريكا.
- التصفيات المؤهلة للبطولات الكبيرة.
- كأس العالم للأندية.
- دوري أبطال أوروبا.
- دوري أبطال آسيا.
- دوري أبطال أفريقيا.
- الدوري الإنجليزي الممتاز.
- الدوري الإسباني .
- الدوري الأردني
- الدوري الإيطالي.
- الدوري الفرنسي.
- الدوري التونسي.
- دوري ابطال العرب.
- الدوري المصري
- الدوري المغربي
- كأس العرب